# Trotommidea revelieri
Trotommidea revelieri là một loài bọ cánh cứng trong họ Scraptiidae. Loài này được Abeille de Perrin miêu tả khoa học năm 1885.